# John Hannah (militare)
 (Paisley, 27 novembre 1921 – Markfield, 7 giugno 1947) è stato un militare e aviatore scozzese, decorato con la Victoria Cross a vivente nel corso della seconda guerra mondiale. All'epoca aveva diciotto anni, ed è stato il più giovane aviatore a ricevere tale onorificenza per operazioni aeree, e il più giovane a esserne insignito durante la seconda guerra mondiale.

## Biografia

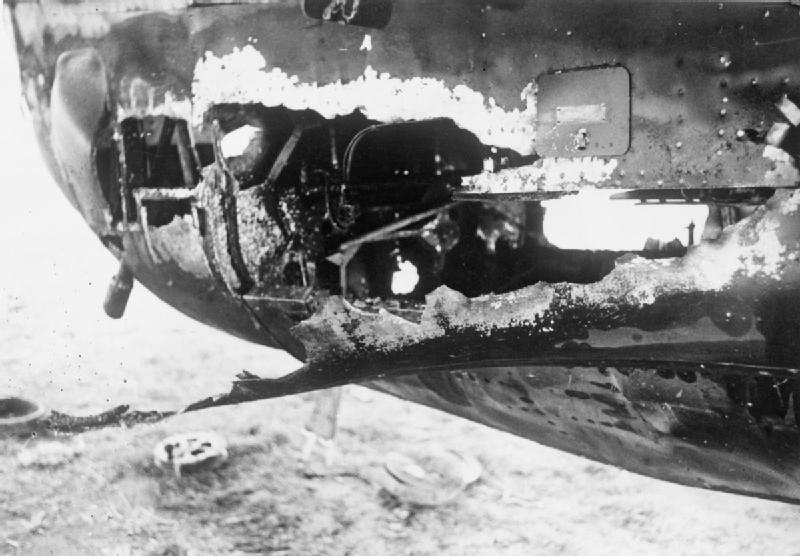
Ciò che rimaneva del compartimento dello Hampden dove era alloggiato Hannah in una foto scattata dopo l'atterraggio.

Nacque a Paisley, Scozia, il 27 novembre 1921. Compì gli studi presso la Bankhead Primary School, e poi presso la Victoria Drive Secondary School di Glasgow, iniziando quindi a lavorare come venditore di scarpe.
Il 15 agosto 1939 si arruolò nella Royal Air Force con una ferma di sei anni, e dopo l'addestramento iniziale sulla RAF Cardington, il 14 settembre 1939, a seconda guerra mondiale già iniziata fu mandato alla No.2 Electrical and Wireless Training School per divenire operatore radiotelegrafista. Dopo aver conseguito questa abilitazione venne mandato alla No.4 Bombing and Gunerry School di West Freugh per conseguire la qualifica di mitragliere, e il 18 maggio 1940 alla No.4 operational Training Unit di Upper Heyford per completare l'istruzione come radiotelegrafista di aeroplano/mitragliere.
Promosso sergente il 27 maggio, il 1 luglio fu assegnato al No.106 Squadron RAF equipaggiato con i bombardieri monoplani Handley Page Hampden di stanza a Thornaby-on-Tees, nel North Yorkshire.  L'11 agosto successivo fu trasferito al No.83 Squadron RAF di stanza a RAF Scampton, anch'esso equipaggiato con gli Hampden B.Mk.I.
Il 15 settembre 1940, durante un'azione di bombardamento contro chiatte tedesche destinate all'operazione Seelowe su Anversa, in Belgio, il bombardiere Hampden (serial P1355) in cui egli prestava servizio fu inquadrato da un intenso fuoco antiaereo, che innescò un incendio diffusisi rapidamente. Il mitragliere di coda e il navigatore dovettero lanciarsi con il paracadute, ed egli  avrebbe potuto comportarsi nello stesso modo, ma invece rimase a bordo a combattere l'incendio, dapprima con due estintori e poi a mani nude. Riportò terribili ustioni ma è riuscì a spegnere il fuoco e il pilota fu successivamente in grado di riportare a terra l'aereo quasi distrutto in sicurezza. Appena atterrato, viste le sue gravi ferite, venne immediatamente trasportato e ricoverato in ospedale per ricevere le prime urgentissime cure.
Il pilota canadese del velivolo, l'ufficiale di volo Clare Connor, lo raccomandò personalmente per la concessione della Victoria Cross che fu accolta, mentre Connor fu insignito della Distinguished Flying Cross e l'altro pilota, sergente Hayhurst, della Distinguished Flying Medal. La cui motivazione della Victoria Cross fu pubblicata sulla London Gazette il 1 ottobre 1940. Dimesso dal Rauceby Hospital, Lincolnshire, il 7 ottobre, tre giorni dopo lui e Connor ricevettero le loro onorificenze da re Giorgio VI durante una apposita cerimonia tenutasi a Buckingham Palace.
A causa delle sue cattive condizioni di salute non ritornò più in volo, e il 4 novembre fu assegnato con compiti di istruttore alla No.14 Operational Training Unit di Cottesmore. Qui, nel gennaio 1941, conobbe Janet Beaver (1921-2005), che poi diventò sua  moglie, e il 1 ° aprile 1941 viene promosso sergente maggiore. Il 21 luglio dello stesso anno si sposò con Janet da cui ebbe tre figlie. Nel mese di settembre fu assegnato alla No 4 Signals School di Yatesbury per ulteriori compiti di istruttore, ma la sua salute incominciò a peggiorare e contrasse la tubercolosi. 
Ciò rese necessaria la sua successiva dimissione dal servizio dalla RAF, avvenuta il 10 dicembre 1942, con pensione di invalidità completa. Non potendo intraprendere un lavoro a tempo pieno, inizialmente lavorò come tassista utilizzando un'auto che gli aveva prestato sua zia, ma a causa del peggioramento della condizioni di salute restituì l'auto nel 1943. Fu sempre più difficile mantenere la moglie e le tre figlie piccole, e la sua salute alla fine collassò. Morì il 7 giugno 1947 al Markfield Sanatorium di Leicester, dove era ricoverato da quattro mesi. Venne sepolto con gli onori militari nel cimitero della chiesa di San Giacomo il Grande, a Birstall, a nord di Leicester. Anche sua moglie, Janet Hannah, fu poi sepolta lì, insieme a suo marito.
La lapide della tomba di Hannah riporta la seguente incisione: "Courageous Duty Done In Love, He Serves His Pilot Now Above ". La sua Victoria Cross è attualmente esposta presso il Royal Air Force Museum di Hendon, a Londra.

## Onorificenze

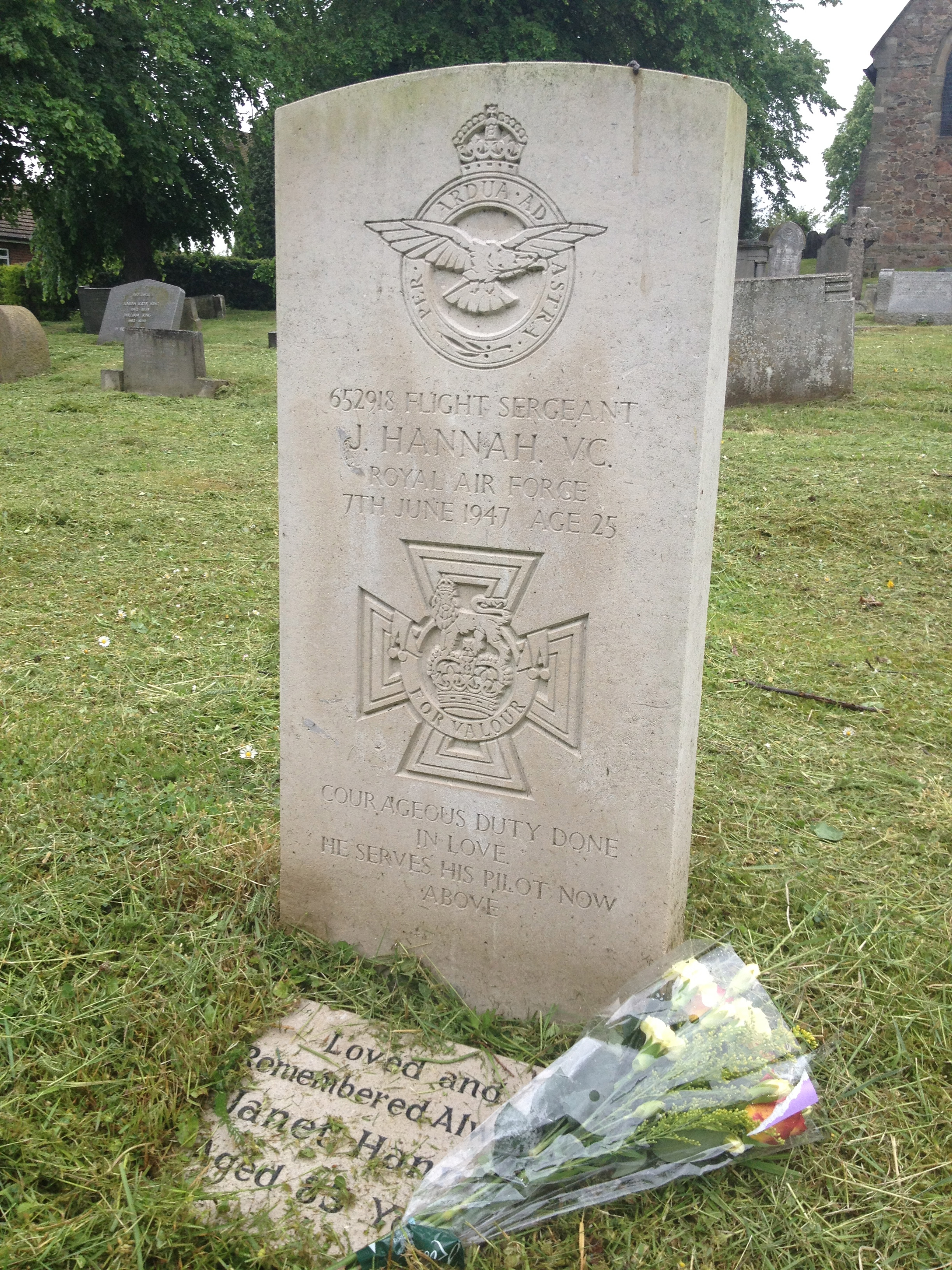
Tomba di John e Janet Hannah.

### Annotazioni
1. ↑  Connor fu ucciso al rientro da una missione di bombardamento in Norvegia il 3-4 novembre 1940.

### Fonti
1. 1 2 3 4 5 6 7 8 9 10 11 12 13 14  VConline.
2. ↑  Lewis 1994, p. 53.
3. ↑  Lewis 1994, p. 45.
4. 1 2 3 4 5 6  Royal Air Force Benevolent Fund.